# Norm Lake
Norm Lake är en sjö i Kanada.   Den ligger i provinsen British Columbia, i den sydvästra delen av landet, 3 700 km väster om huvudstaden Ottawa. Norm Lake ligger 678 meter över havet.
I omgivningarna runt Norm Lake växer i huvudsak barrskog. Runt Norm Lake är det mycket glesbefolkat, med 5 invånare per kvadratkilometer.